# Cameroun aux Jeux olympiques d'été de 2004
Le Cameroun a envoyé 17 athlètes et a remporté une médaille d'or aux Jeux olympiques d'été de 2004 à Athènes en Grèce.

## Médailles
| Médaille | Nom                    | Sport      | Compétition         |
| -------- | ---------------------- | ---------- | ------------------- |
| Or       | Françoise Mbango Etone | Athlétisme | Triple saut féminin |

## Résultats

### Athlétisme
100 mètres femmes :
- Delphine Atangana : 2e tour : 11 s 60 (éliminé)

200 mètres hommes :
- Joseph Batangdon : 1er tour : 20 s 92, 2e tour : Non partant

400 mètres femmes :
- Mireille Nguimgo : 1er tour : 51 s 90, Demi-finale : 52 s 21
- Hortense Bewouda : 1er tour : 52 s 11

Relais 4×400 mètres femmes :
- Mireille Nguimgo, Hortense Bewouda, Carole Kaboud Mebam et Muriel Noah Ahanda : 1er tour : 3 min 29 s 93 (14e place)

Triple saut femmes :
- Françoise Mbango Etone : 1er tour : 14,61 mètres, Finale : 15,30 mètres (→  Médaille d'or)

### Boxe
Le Cameroun a envoyé quatre boxeurs à Athènes. Trois d'entre eux ont perdu leur premier combat, tandis que Hassan a remporté deux matches par décision, avant d'être éliminé en quarts de finale. Leur score combiné est de 2 victoires et 4 défaites.
Poids Welters (- de 69 kg)
- Willy Bertrand Tankeu
  1. 16e de finale : Perd contre Bakhtiyar Artayev (Kazakhstan), victoire facile

Poids moyens (- de 75 kg)
- Hassan N'Dam N'Jikam
  1. 16e de finale : Bat Juan José Ubaldo (République dominicaine), par décision (22-22)
  2. 8e de finale : Bat Andy Lee (Irlande), par décision (27-27)
  3. Quart de finale : Perd contre Gaydarbek Gaydarbekov (Russie), 26-13

Poids mi-lourds (- de 81 kg)
- Pierre Celestin Yana
  1. 16e de finale : Perd contre Lei Yuping (Chine), 24-16

Poids super-welters (+ de 91 kg)
- Carlos Takam
  1. 8e de finale : Perd contre Mohamed Aly (Égypte), 32-19

### Judo
60 kg hommes :
- Jean-Claude Cameroun : Battu en 16e de finale; repêchage 8e de finale

73 kg hommes :
- Bernard Sylvain Mvondo Etoga : Battu en 8e de finale

90 kg hommes :
- Rostand Barry Melaping Tchassem : Battu en 16e de finale

100 kg hommes :
- Franck Martial Moussima Ewane : Battu en 16e de finale; repêchage 8e de finale

### Haltérophilie
69 kg femmes :
- Madeleine Yamechi : 7e

69 kg hommes :
- Vencelas Dabaya : 5e

## Officiels
- Président : Colonel Malboum Hamad Kalkaba
- Secrétaire général : Siegfried Honga